# Marija Sur
Marija Sur (in ucraino Марія Сур?; Zaporižžja, 31 dicembre 2004) è una cantante ucraina residente in Svezia.

## Biografia
Nata a Zaporižžja, Marija Sur ha iniziato la sua carriera musicale partecipando alla versione ucraina di X Factor nel 2019, all'età di 14 anni. Nel 2022 ha successivamente partecipato alla dodicesima stagione di Holos kraïny, l'adattamento ucraino di The Voice, ove ha raggiunto la fase dei Knockout prima di essere eliminata.
In seguito all'invasione russa dell'Ucraina, Sur e sua madre sono fuggite dall'Ucraina per stabilirsi in Svezia. Ben presto, Sur è entrata in contatto con la cantante Sarah Dawn Finer, grazie alla quale si è esibita a un gala di beneficenza per l'Ucraina all'Avicii Arena di Stoccolma, dove ha cantato il brano Survivor delle Destiny's Child. In seguito, ha firmato un contratto discografico con la Warner Music Sweden.
Sur ha partecipato al Melodifestivalen 2023 con la canzone Never Give Up, posizionandosi nona nella finale. Durante l'estate del 2023, ha partecipato al tour Diggiloo in giro per la Svezia, insieme ad artisti come John Lundvik e Andreas Lundstedt, tra gli altri. L'anno seguente, ha preso parte anche al Melodifestivalen 2024 con il brano When I'm Gone; si è classificata seconda nella semifinale del 10 febbraio 2024, qualificandosi direttamente per la finale.

## Vita privata
Marija Sur si è laureata all'Università nazionale di Zaporižžja, e attualmente frequenta la scuola di musica Lilla Akademien a Stoccolma e studia a distanza presso l'Università nazionale della cultura e delle arti di Kiev. Parla ucraino e inglese ed è in grado di capire lo svedese.

## Discografia

### Singoli
- 2021 – Bad Boy
- 2021 – Kamufljaž
- 2022 – That's The Way
- 2023 – Never Give Up
- 2023 – Partner In Crime
- 2023 – Santa, Can't You Hear Me
- 2023 – No Christmas Tears
- 2024 – When I'm Gone
- 2024 – Dance Alone
- 2024 – When Christmas Calls You Home
- 2025 – Follow
- 2025 – Is It Love?